# Herrschaft Fränkisch-Crumbach

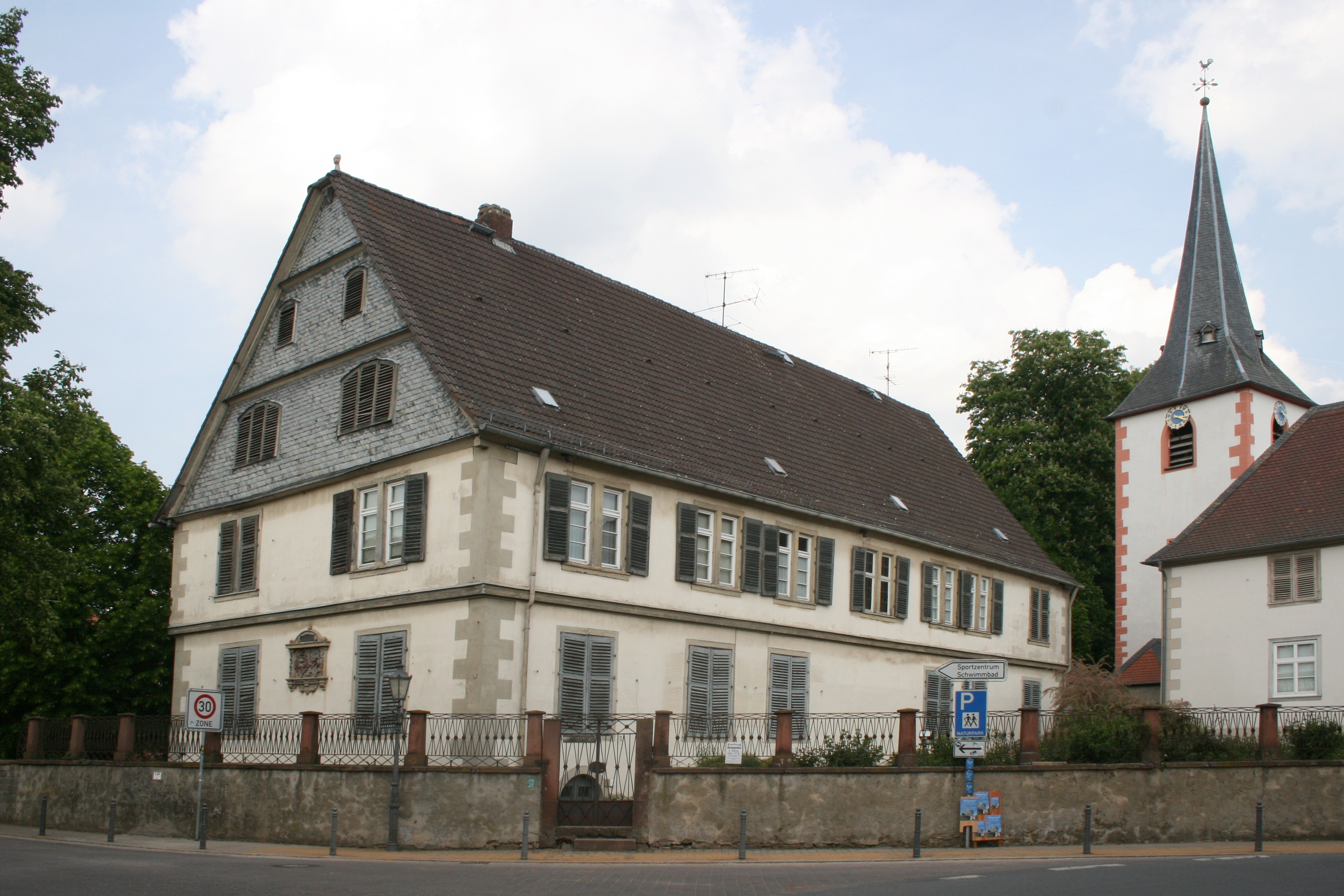
Hof der Freiherren von Gemmingen in Fränkisch-Crumbach

Die Herrschaft Fränkisch-Crumbach umfasste das Herrschaftsgebiet der Herren von Rodenstein und ihrer Nachfolger.

## Geschichte

### Mittelalter und Frühe Neuzeit
Die wahrscheinlich aus Fränkisch-Crumbach stammende Familie von Rodenstein war zunächst Inhaberin der Herrschaft Fränkisch-Crumbach. 
Im Dreißigjährigen Krieg geriet die Familie in große finanzielle Schwierigkeiten. 1653 verkaufte sie die Hälfte der Herrschaft an den Landgrafen von Hessen-Darmstadt. Die Familie von Rodenstein starb 1671 im Mannesstamm aus. Die Landgrafen von Hessen-Darmstadt gaben ihren Anteil an der Herrschaft Fränkisch-Crumbach an verdiente Spitzenbeamte weiter, ein Viertel an Weiprecht von Gemmingen, das andere Viertel erhielt 1719 Johann Rudolf Victor Freiherr von Pretlack, dessen Nachkommen es 1802 an die Freiherren von Gemmingen-Hornberg verkauften.

### Übergang an Hessen
Am Ende des Alten Reiches befand sich die Herrschaft Fränkisch-Crumbach komplett in der Hand der Familie von Gemmingen. Mit der Rheinbundakte von 1806 fiel die staatliche Hoheit über alle reichsritterschaftlichen Besitzungen den größeren, sie umgebenden Staaten zu. Die Herrschaft Fränkisch-Crumbach fiel an das Großherzogtum Hessen (‑Darmstadt), das sie in seine Provinz Starkenburg eingliederte. Allerdings unterlagen die gewonnenen Gebiete zwar der staatlichen Hoheit des Großherzogtums, aber die Souveränitätsrechte der bisherigen Landesherren mussten weiter erhalten werden (Souveränitätslande). Das störte das Großherzogtum selbstverständlich in dessen eigener Souveränität.
1821 kam es zu einer Justiz- und Verwaltungsreform im Großherzogtum, mit der auch die Trennung der Rechtsprechung von der Verwaltung auf unterer Ebene umgesetzt wurde. Die Ämter wurden aufgelöst, ihre Aufgaben hinsichtlich der Verwaltung neu gebildeten Landratsbezirken, die erstinstanzliche Rechtsprechung Landgerichten übertragen. Dem Großherzogtum gelang es im Zug dieser Reform sich mit den Freiherren von Gemmingen zu einigen und die Herrschaft Fränkisch-Crumbach weitgehend in die staatlichen Strukturen zu integrieren. Die Herrschaft Fränkisch-Crumbach wurde aufgelöst, deren Verwaltungsaufgaben dem Landratsbezirk Reinheim und dessen Aufgaben in der Rechtsprechung dem Landgericht Lichtenberg übertragen. Der Kompromiss bestand darin, dass der Staat Verwaltung und Rechtsprechung im Bereich des ehemaligen Patrimonialgerichts im Namen der bisherigen Patrimonialgerichtsherrschaft ausübte.

## Umfang
Die Herrschaft Fränkisch-Crumbach umfasste:
- Bierbach (anteilig)[6]
- Eberbach[7], ein Kondominat mit der Grafschaft Erbach
- Hofgut Rodenstein[8]
- Erlau, Hof[9]
- Fränkisch-Crumbach
- Freiheit[10]
- Güttersbach[11],
- Michelbach[12]

## Recht
Im Bereich der Herrschaft galt das Gemeine Recht ohne irgendwelche Überlagerungen durch eines der Partikularrechte. Da es im Großherzogtum Hessen während des gesamten 19. Jahrhunderts nicht gelang, das Zivilrecht zu vereinheitlichen und zu kodifizieren, blieb das Gemeine Recht im Bereich des ehemaligen Patrimonialgerichts noch während des gesamten 19. Jahrhunderts gültig und wurde erst zum 1. Januar 1900 von dem einheitlich im ganzen Deutschen Reich geltenden Bürgerlichen Gesetzbuch abgelöst.